# 20e étape du Tour de France 2018
Pour un article plus général, voir Tour de France 2018.
La 20e étape du Tour de France 2018 se déroule le samedi 28 juillet 2018 de Saint-Pée-sur-Nivelle à Espelette, sous la forme d'un contre-la-montre individuel, sur une distance de 31 kilomètres.

## Parcours
Le tracé du contre-la-montre est accidenté. Avant l'arrivée à Espelette, les coureurs doivent grimper le col de Pinodieta, long d'un kilomètre avec une moyenne de 10% de pente.

## Résultats

### Classement de l'étape
| Classement de la 20e étape | Classement de la 20e étape | Classement de la 20e étape | Classement de la 20e étape | Classement de la 20e étape |
|                            | Coureur                    | Pays                       | Équipe                     | Temps                      |
| -------------------------- | -------------------------- | -------------------------- | -------------------------- | -------------------------- |
| 1er                        | Tom Dumoulin               | Pays-Bas                   | Sunweb                     | en 40 min 52 s             |
| 2e                         | Christopher Froome         | Royaume-Uni                | Sky                        | + 1 s                      |
| 3e                         | Geraint Thomas             | Royaume-Uni                | Sky                        | + 14 s                     |
| 4e                         | Michał Kwiatkowski         | Pologne                    | Sky                        | + 50 s                     |
| 5e                         | Søren Kragh Andersen       | Danemark                   | Sunweb                     | + 51 s                     |
| 6e                         | Bob Jungels                | Luxembourg                 | Quick-Step Floors          | + 52 s                     |
| 7e                         | Ilnur Zakarin              | Russie                     | Katusha-Alpecin            | + 1 min 2 s                |
| 8e                         | Primož Roglič              | Slovénie                   | Lotto NL-Jumbo             | + 1 min 12 s               |
| 9e                         | Marc Soler                 | Espagne                    | Movistar                   | + 1 min 22 s               |
| 10e                        | Michael Hepburn            | Australie                  | Mitchelton-Scott           | + 1 min 23 s               |
| modifier                   |                            |                            |                            |                            |

### Classements aux points intermédiaires
| Classement intermédiaire no1 Ustaritz (km 13) | Classement intermédiaire no1 Ustaritz (km 13) | Classement intermédiaire no1 Ustaritz (km 13) | Classement intermédiaire no1 Ustaritz (km 13) | Classement intermédiaire no1 Ustaritz (km 13) |
|                                               | Coureur                                       | Pays                                          | Équipe                                        | Temps                                         |
| --------------------------------------------- | --------------------------------------------- | --------------------------------------------- | --------------------------------------------- | --------------------------------------------- |
| 1er                                           | Geraint Thomas                                | Royaume-Uni                                   | Sky                                           | en 16 min 31 s                                |
| 2e                                            | Christopher Froome                            | Royaume-Uni                                   | Sky                                           | + 14 s                                        |
| 3e                                            | Tom Dumoulin                                  | Pays-Bas                                      | Sunweb                                        | + 16 s                                        |
| 4e                                            | Ilnur Zakarin                                 | Russie                                        | Katusha-Alpecin                               | + 19 s                                        |
| 5e                                            | Adam Yates                                    | Royaume-Uni                                   | Mitchelton-Scott                              | + 27 s                                        |
| 6e                                            | Jonathan Castroviejo                          | Espagne                                       | Sky                                           | + 30 s                                        |
| 7e                                            | Michael Hepburn                               | Australie                                     | Mitchelton-Scott                              | + 30 s                                        |
| 8e                                            | Bob Jungels                                   | Luxembourg                                    | Quick-Step Floors                             | + 32 s                                        |
| 9e                                            | Michał Kwiatkowski                            | Pologne                                       | Sky                                           | + 34 s                                        |
| 10e                                           | Søren Kragh Andersen                          | Danemark                                      | Sunweb                                        | + 35 s                                        |
| modifier                                      |                                               |                                               |                                               |                                               |

| Classement intermédiaire no2 Souraïde - Xurxurieta (km 22) | Classement intermédiaire no2 Souraïde - Xurxurieta (km 22) | Classement intermédiaire no2 Souraïde - Xurxurieta (km 22) | Classement intermédiaire no2 Souraïde - Xurxurieta (km 22) | Classement intermédiaire no2 Souraïde - Xurxurieta (km 22) |
|                                                            | Coureur                                                    | Pays                                                       | Équipe                                                     | Temps                                                      |
| ---------------------------------------------------------- | ---------------------------------------------------------- | ---------------------------------------------------------- | ---------------------------------------------------------- | ---------------------------------------------------------- |
| 1er                                                        | Geraint Thomas                                             | Royaume-Uni                                                | Sky                                                        | en 28 min 33 s                                             |
| 2e                                                         | Christopher Froome                                         | Royaume-Uni                                                | Sky                                                        | + 13 s                                                     |
| 3e                                                         | Tom Dumoulin                                               | Pays-Bas                                                   | Sunweb                                                     | + 15 s                                                     |
| 4e                                                         | Ilnur Zakarin                                              | Russie                                                     | Katusha-Alpecin                                            | + 41 s                                                     |
| 5e                                                         | Bob Jungels                                                | Luxembourg                                                 | Quick-Step Floors                                          | + 51 s                                                     |
| 6e                                                         | Michał Kwiatkowski                                         | Pologne                                                    | Sky                                                        | + 54 s                                                     |
| 7e                                                         | Søren Kragh Andersen                                       | Danemark                                                   | Sunweb                                                     | + 54 s                                                     |
| 8e                                                         | Michael Hepburn                                            | Australie                                                  | Mitchelton-Scott                                           | + 56 s                                                     |
| 9e                                                         | Primož Roglič                                              | Slovénie                                                   | Lotto NL-Jumbo                                             | + 1 min 2 s                                                |
| 10e                                                        | Jonathan Castroviejo                                       | Espagne                                                    | Sky                                                        | + 1 min 6 s                                                |
| modifier                                                   |                                                            |                                                            |                                                            |                                                            |

### Points attribués
| \| Arrivée d'étape Espelette (km 31) \| Arrivée d'étape Espelette (km 31) \| Arrivée d'étape Espelette (km 31) \| Arrivée d'étape Espelette (km 31) \| Arrivée d'étape Espelette (km 31) \| \| --------------------------------- \| --------------------------------- \| --------------------------------- \| --------------------------------- \| --------------------------------- \| \| \| Coureur \| Pays \| Équipe \| Point(s) \| \| 1er \| Tom Dumoulin \| Pays-Bas \| Sunweb \| 20 \| \| 2e \| Christopher Froome \| Royaume-Uni \| Sky \| 17 \| \| 3e \| Geraint Thomas \| Royaume-Uni \| Sky \| 15 \| \| 4e \| Michał Kwiatkowski \| Pologne \| Sky \| 13 \| \| 5e \| Søren Kragh Andersen \| Danemark \| Sunweb \| 11 \| \| 6e \| Bob Jungels \| Luxembourg \| Quick-Step Floors \| 10 \| \| 7e \| Ilnur Zakarin \| Russie \| Katusha-Alpecin \| 9 \| \| 8e \| Primož Roglič \| Slovénie \| Lotto NL-Jumbo \| 8 \| \| 9e \| Marc Soler \| Espagne \| Movistar \| 7 \| \| 10e \| Michael Hepburn \| Australie \| Mitchelton-Scott \| 6 \| \| 11e \| Adam Yates \| Royaume-Uni \| Mitchelton-Scott \| 5 \| \| 12e \| Stefan Küng \| Suisse \| BMC Racing \| 4 \| \| 13e \| Damiano Caruso \| Italie \| BMC Racing \| 3 \| \| 14e \| Jonathan Castroviejo \| Espagne \| Sky \| 2 \| \| 15e \| Ion Izagirre \| Espagne \| Bahrain-Merida \| 1 \| \| modifier \| \| \| \| \| |                      |             |                   |          |
| Arrivée d'étape Espelette (km 31) |                      |             |                   |          |
| | Coureur              | Pays        | Équipe            | Point(s) |
| 1er | Tom Dumoulin         | Pays-Bas    | Sunweb            | 20       |
| 2e | Christopher Froome   | Royaume-Uni | Sky               | 17       |
| 3e | Geraint Thomas       | Royaume-Uni | Sky               | 15       |
| 4e | Michał Kwiatkowski   | Pologne     | Sky               | 13       |
| 5e | Søren Kragh Andersen | Danemark    | Sunweb            | 11       |
| 6e | Bob Jungels          | Luxembourg  | Quick-Step Floors | 10       |
| 7e | Ilnur Zakarin        | Russie      | Katusha-Alpecin   | 9        |
| 8e | Primož Roglič        | Slovénie    | Lotto NL-Jumbo    | 8        |
| 9e | Marc Soler           | Espagne     | Movistar          | 7        |
| 10e | Michael Hepburn      | Australie   | Mitchelton-Scott  | 6        |
| 11e | Adam Yates           | Royaume-Uni | Mitchelton-Scott  | 5        |
| 12e | Stefan Küng          | Suisse      | BMC Racing        | 4        |
| 13e | Damiano Caruso       | Italie      | BMC Racing        | 3        |
| 14e | Jonathan Castroviejo | Espagne     | Sky               | 2        |
| 15e | Ion Izagirre         | Espagne     | Bahrain-Merida    | 1        |
| modifier |                      |             |                   |          |

## Classements à l'issue de l'étape

### Classement général
| Classement général | Classement général | Classement général | Classement général | Classement général  |
|                    | Coureur            | Pays               | Équipe             | Temps               |
| ------------------ | ------------------ | ------------------ | ------------------ | ------------------- |
| 1er                | Geraint Thomas     | Royaume-Uni        | Sky                | en 80 h 30 min 37 s |
| 2e                 | Tom Dumoulin       | Pays-Bas           | Sunweb             | + 1 min 51 s        |
| 3e                 | Christopher Froome | Royaume-Uni        | Sky                | + 2 min 24 s        |
| 4e                 | Primož Roglič      | Slovénie           | Lotto NL-Jumbo     | + 3 min 22 s        |
| 5e                 | Steven Kruijswijk  | Pays-Bas           | Lotto NL-Jumbo     | + 6 min 8 s         |
| 6e                 | Romain Bardet      | France             | AG2R La Mondiale   | + 6 min 57 s        |
| 7e                 | Mikel Landa        | Espagne            | Movistar           | + 7 min 37 s        |
| 8e                 | Daniel Martin      | Irlande            | UAE Emirates       | + 9 min 5 s         |
| 9e                 | Ilnur Zakarin      | Russie             | Katusha-Alpecin    | + 12 min 37 s       |
| 10e                | Nairo Quintana     | Colombie           | Movistar           | + 14 min 18 s       |
| modifier           |                    |                    |                    |                     |

### Classement par points
| Classement par points | Classement par points | Classement par points | Classement par points | Classement par points |
| --------------------- | --------------------- | --------------------- | --------------------- | --------------------- |
|                       | Coureur               | Pays                  | Équipe                | Point(s)              |
| 1er                   | Peter Sagan           | Slovaquie             | Bora-Hansgrohe        | 467 points            |
| 2e                    | Alexander Kristoff    | Norvège               | UAE Emirates          | 196 pts               |
| 3e                    | Arnaud Démare         | France                | Groupama-FDJ          | 183 pts               |
| 4e                    | John Degenkolb        | Allemagne             | Trek-Segafredo        | 148 pts               |
| 5e                    | Julian Alaphilippe    | France                | Quick-Step Floors     | 143 pts               |
| 6e                    | Greg Van Avermaet     | Belgique              | BMC Racing            | 134 pts               |
| 7e                    | Geraint Thomas        | Royaume-Uni           | Sky                   | 110 pts               |
| 8e                    | Andrea Pasqualon      | Italie                | Wanty-Groupe Gobert   | 107 pts               |
| 9e                    | Daniel Martin         | Irlande               | UAE Emirates          | 98 pts                |
| 10e                   | Sonny Colbrelli       | Italie                | Bahrain-Merida        | 92 pts                |
| modifier              |                       |                       |                       |                       |

### Classement du meilleur jeune
| Classement général du meilleur jeune | Classement général du meilleur jeune | Classement général du meilleur jeune | Classement général du meilleur jeune | Classement général du meilleur jeune |
|                                      | Coureur                              | Pays                                 | Équipe                               | Temps                                |
| ------------------------------------ | ------------------------------------ | ------------------------------------ | ------------------------------------ | ------------------------------------ |
| 1er                                  | Pierre Latour                        | France                               | AG2R La Mondiale                     | en 80 h 52 min 50 s                  |
| 2e                                   | Egan Bernal                          | Colombie                             | Sky                                  | + 5 min 39 s                         |
| 3e                                   | Guillaume Martin                     | France                               | Wanty-Groupe Gobert                  | + 22 min 5 s                         |
| 4e                                   | David Gaudu                          | France                               | Groupama-FDJ                         | + 1 h 7 min 18 s                     |
| 5e                                   | Daniel Martínez                      | Colombie                             | EF Education First-Drapac            | + 1 h 16 min 1 s                     |
| 6e                                   | Antwan Tolhoek                       | Pays-Bas                             | Lotto NL-Jumbo                       | + 1 h 16 min 48 s                    |
| 7e                                   | Søren Kragh Andersen                 | Danemark                             | Sunweb                               | + 1 h 44 min 10 s                    |
| 8e                                   | Stefan Küng                          | Suisse                               | BMC Racing                           | + 1 h 45 min 1 s                     |
| 9e                                   | Marc Soler                           | Espagne                              | Movistar                             | + 1 h 56 min 14 s                    |
| 10e                                  | Magnus Cort Nielsen                  | Danemark                             | Astana                               | + 2 h 10 min 13 s                    |
| modifier                             |                                      |                                      |                                      |                                      |

### Classement du meilleur grimpeur
| Classement du meilleur grimpeur | Classement du meilleur grimpeur | Classement du meilleur grimpeur | Classement du meilleur grimpeur | Classement du meilleur grimpeur |
| ------------------------------- | ------------------------------- | ------------------------------- | ------------------------------- | ------------------------------- |
|                                 | Coureur                         | Pays                            | Équipe                          | Point(s)                        |
| 1er                             | Julian Alaphilippe              | France                          | Quick-Step Floors               | 170 points                      |
| 2e                              | Warren Barguil                  | France                          | Fortuneo-Samsic                 | 91 pts                          |
| 3e                              | Rafał Majka                     | Pologne                         | Bora-Hansgrohe                  | 76 pts                          |
| 4e                              | Geraint Thomas                  | Royaume-Uni                     | Sky                             | 74 pts                          |
| 5e                              | Tom Dumoulin                    | Pays-Bas                        | Sunweb                          | 63 pts                          |
| 6e                              | Primož Roglič                   | Slovénie                        | Lotto NL-Jumbo                  | 56 pts                          |
| 7e                              | Daniel Martin                   | Irlande                         | UAE Emirates                    | 41 pts                          |
| 8e                              | Nairo Quintana                  | Colombie                        | Movistar                        | 40 pts                          |
| 9e                              | Tanel Kangert                   | Estonie                         | Astana                          | 39 pts                          |
| 10e                             | Steven Kruijswijk               | Pays-Bas                        | Lotto NL-Jumbo                  | 36 pts                          |
| modifier                        |                                 |                                 |                                 |                                 |

### Classement par équipes
| Classement par équipes | Classement par équipes | Classement par équipes | Classement par équipes |
|                        | Équipe                 | Pays                   | Temps                  |
| ---------------------- | ---------------------- | ---------------------- | ---------------------- |
| 1re                    | Movistar               | Espagne                | en 242 h 5 min 5 s     |
| 2e                     | Bahrain-Merida         | Bahreïn                | + 12 min 9 s           |
| 3e                     | Sky                    | Royaume-Uni            | + 31 min 14 s          |
| 4e                     | Lotto NL-Jumbo         | Pays-Bas               | + 47 min 24 s          |
| 5e                     | Astana                 | Kazakhstan             | + 1 h 14 min 38 s      |
| 6e                     | Sunweb                 | Allemagne              | + 1 h 58 min 54 s      |
| 7e                     | AG2R La Mondiale       | France                 | + 2 h 15 min 49 s      |
| 8e                     | BMC Racing             | États-Unis             | + 2 h 35 min 45 s      |
| 9e                     | Quick-Step Floors      | Belgique               | + 3 h 6 min 17 s       |
| 10e                    | Mitchelton-Scott       | Australie              | + 3 h 13 min 41 s      |
| modifier               |                        |                        |                        |

## Abandon(s)
Aucun coureur n'a abandonné au cours de l'étape.